# جواز سفر سانت فينسنت والغرينادين
تصدر حكومة سانت فينسنت والغرينادين جوازات سفر لمواطني سانت فينسنت والغرينادين بغرض السفر إلى خارج البلاد. اعتبارا من أبريل 2005، جوازات السفر الجديدة تصدر استجابة لجوازات السفر المشتركة التابعة لمجموعة الكاريبي.
اعتبارًا من 2 يوليو 2019كان مواطنو سانت فنسنت وجزر غرينادين يتمتعون بإمكانية الدخول بدون تأشيرة أو تأشيرة عند الوصول إلى 150 دولة وإقليم، مما جعل جواز سفر سانت فنسنت وجزر غرينادين 29 من حيث حرية السفر وفقًا لمؤشر هينلي لجوازات السفر.

## روابط خارجية
- استمارة طلب جواز سفر سانت فينسنت والغرينادين - للبالغين